# Жуан Педро Альмейда Мачадо
Жуан Педро Альмейда Мачадо (порт. João Pedro Almeida Machado; нар. 3 квітня 1993, Гімарайнш) — португальський футболіст, півзахисник клубу «Фелгейраш».
Виступав, зокрема, за клуб «Віторія» (Гімарайнш).

## Ігрова кар'єра
Народився 3 квітня 1993 року в місті Гімарайнш. Вихованець юнацьких команд футбольних клубів «Ронфе» та «Віторія» (Гімарайнш). У дорослому футболі дебютував 11 листопада 2012 року вийшовши на заміну в складі резервної команди «Віторія Гімарайнш Б» у домашній грі, яка завершилась внічию 0–0 проти «Белененсеш». Загалом за другу команду відіграв чотири сезони та провів 118 матчів. 
4 травня 2014 року Жуан Педро дебютував у першій команді «Віторія» (Гімарайнш) в матчі проти «Академіка» (Коїмбра). 18 грудня 2016 року Мачадо забив єдиний гол за основний склад «Віторії» в переможній грі 3–1 проти «Віторії» (Сетубал).
19 січня 2017 року Жуан Педро підписав контракт з клубом «Лос-Анджелес Гелаксі». 4 березня дебютував у Major League Soccer в матчі проти «Далласа», отримавши жовту картку. 28 травня забив свій перший гол у виїзному матчі проти «Сан-Хосе Ерсквейкс».
20 серпня 2018 року португалець перейшов до грецької команди «Аполлон Смірніс» на правах оренди. Єдиний гол Жуан Педро забив у кубковому матчі групового етапу в переможній домашній грі 5–0 проти клубу «Аполлон» (Паралімні).
До складу клубу «Тондела» приєднався 2019 року на правах оренди, в серпні продовжив умови контракту. 10 січня 2020 року він погодився на постійний контракт до червня 2022 року.
7 листопада 2021 року Жуан Педро зробив хет-трик у першому таймі домашньої переможної гри 4–2 проти «Марітіму». Станом на 10 серпня 2022 року відіграв за клуб з Тондели 106 матчів в національному чемпіонаті.
21 січня 2023 року перейшов до клубу «Шавеш».
25 січня 2024 року Жуан підписав контракт з румунським клубом УТА.
У лютому 2025 року уклав угоду з командою, що грає в другій лізі Португалії «Фелгейраш».

## Статистика виступів

### Статистика клубних виступів
| Команда                | Сезон             | Чемпіонат         | Чемпіонат | Чемпіонат | Національний кубок | Національний кубок | Кубок ліги | Кубок ліги | Інші змагання | Інші змагання | Усього | Усього |
| Команда                | Сезон             | Ліга              | Ігор      | Голів     | Ігор               | Голів              | Ігор       | Голів      | Ігор          | Голів         | Ігор   | Голів  |
| ---------------------- | ----------------- | ----------------- | --------- | --------- | ------------------ | ------------------ | ---------- | ---------- | ------------- | ------------- | ------ | ------ |
| «Віторія» (Гімарайнш)  | 2013–14           | ПЛ                | 1         | 0         | 0                  | 0                  | 0          | 0          | 0             | 0             | 1      | 0      |
| «Віторія» (Гімарайнш)  | 2014–15           | ПЛ                | 1         | 0         | 2                  | 0                  | -          | -          | -             | -             | 3      | 0      |
| «Віторія» (Гімарайнш)  | 2015–16           | ПЛ                | 2         | 0         | 1                  | 0                  | -          | -          | -             | -             | 3      | 0      |
| «Віторія» (Гімарайнш)  | 2016–січ. 2017    | ПЛ                | 17        | 1         | 2                  | 0                  | -          | -          | -             | -             | 19     | 1      |
| «Віторія» (Гімарайнш)  | Разом             | Разом             | 21        | 1         | 5                  | 0                  | -          | -          | -             | -             | 26     | 1      |
| «Лос-Анджелес Гелаксі» | січ.-черв. 2017   | МЛС               | 28        | 1         | 1                  | 0                  | -          | -          | 1             | 0             | 30     | 1      |
| «Лос-Анджелес Гелаксі» | 2018              | МЛС               | 3         | 0         | 2                  | 0                  | -          | -          | -             | -             | 5      | 0      |
| «Лос-Анджелес Гелаксі» | Разом             | Разом             | 31        | 1         | 3                  | 0                  | -          | -          | 1             | 0             | 35     | 1      |
| «Аполлон Смірніс»      | 2018–19           | ГС                | 6         | 0         | 3                  | 1                  | -          | -          | -             | -             | 9      | 1      |
| «Тондела»              | 2018–19           | ПЛ                | 14        | 1         | -                  | -                  | -          | -          | -             | -             | 14     | 1      |
| «Тондела»              | 2019–20           | ПЛ                | 14        | 1         | -                  | -                  | -          | -          | -             | -             | 14     | 1      |
| «Тондела»              | 2019–20           | ПЛ                | 18        | 3         | -                  | -                  | -          | -          | -             | -             | 18     | 3      |
| «Тондела»              | 2020–21           | ПЛ                | 31        | 5         | 2                  | 0                  | -          | -          | -             | -             | 33     | 5      |
| «Тондела»              | 2021–22           | ПЛ                | 29        | 8         | 6                  | 0                  | -          | -          | -             | -             | 35     | 8      |
| «Тондела»              | Разом             | Разом             | 106       | 18        | 8                  | 0                  | -          | -          | -             | -             | 114    | 18     |
| «Шавеш»                | 2022–23           | ПЛ                | 14        | 0         | 1                  | 0                  | -          | -          | -             | -             | 15     | 0      |
| «Шавеш»                | 2023–24           | ПЛ                | 13        | 0         | 1                  | 0                  | -          | -          | -             | -             | 14     | 0      |
| «Шавеш»                | Разом             | Разом             | 27        | 0         | 2                  | 0                  | -          | -          | -             | -             | 29     | 0      |
| УТА                    | 2023–24           | РС                | 14        | 4         | -                  | -                  | -          | -          | -             | -             | 14     | 4      |
| УТА                    | 2024–25           | РС                | 17        | 2         | 2                  | 0                  | -          | -          | -             | -             | 19     | 2      |
| УТА                    | Разом             | Разом             | 31        | 6         | 2                  | 0                  | -          | -          | -             | -             | 33     | 6      |
| Усього за кар'єру      | Усього за кар'єру | Усього за кар'єру | 222       | 26        | 23                 | 1                  | 0          | 0          | 1             | 0             | 246    | 27     |